# Vale de Vargo
Vale de Vargo is een plaats (freguesia) in de Portugese gemeente Serpa en telt 1073 inwoners (2001).